# Jan Plestenjak (pisatelj)
Janez Plestenjak (tudi Jan ali Ivan Plestenjak), slovenski pisatelj in prevajalec, * 27. marec 1899, Sv. Barbara nad Škofjo Loko, † 9. maj 1947, Ljubljana. 
V matični knjigi župnije Škofje Loke je vpisan kot Janez Plestenjak. Oče mu je bil zidar in podnajemnik Janez st., mati mu je bila Frančiška (rojena Krek). Plestenjak je eden izmed prvakov slovenske kmečke povesti. Dogajalni prostor v njegovih delih je okolica Škofje Loke, predvsem grapa Hrastnica, Sv. Ožbolt, Sv. Andrej nad Škofjo Loko in ostale vasi tja do Polhovega Gradca.

## Dela
Izdal je nekaj samostojnih knjig. Izšle so predvsem pri celjski Mohorjevi družbi:
- Bajtarji, Družba sv. Mohorja, Celje, 1937 (Mohorjeva knjižnica 91). (COBISS)
- Bajtarska kri, Slomškova družba, Ljubljana, 1940. (COBISS)
- Bogatajevci, Družba sv. Mohorja, Celje, 1941 (Slovenske večernice 93); ponatis 1993. (COBISS)
- Herodež, Konzorcij Slovenca, Ljubljana, 1944 (Slovenčeva knjižnica ; #letn. #3, 15 = št.77). (COBISS)
- Irska, soavtor Ehrlich Lambert, Družba sv. Mohorja, Celje, 1932 (Mohorjeva knjižnica 53). (COBISS)
- Lovrač, Družba sv. Mohorja, Celje, 1936 (Slovenske večernice 89). (COBISS)
- Mlinar Bogataj, Družba sv. Mohorja, Ljubljana, 1942 (Slovenske večernice 93 [!94]). (COBISS)
- Potrebuježi, samozaložba, Ljubljana, 1938. (COBISS)
- Dve deli pa sta dostopni tudi v e-obliki. [gl. Zunanje povezave]

Poleg tega je v raznih revijah objavil še okoli 160 člankov, med katerimi so tudi nekatere črtice.